# Jacqueline Sassard
Jacqueline Sassard   (Niça, 13 de març de 1940 - Lugano, 17 de juliol de 2021) fou una actriu francesa.

## Biografia
Jacqueline Sassard és coneguda sobretot per haver participat en pel·lícules franceses i italianes com Guendalina (Alberto Lattuada, 1957), Estate violenta (Valerio Zurlini 1959), Faibles Femmes (Michel Boisrond, 1959), Accident (Joseph Losey, 1967) i el seu darrer paper a Les Biches (Claude Chabrol, 1968).
En el documental Trintignant l'italien, Jean-Louis Trintignant esmenta que va ser una de les dues companyes de Valerio Zurlini, que es va intentar suïcidar quan la seva bigàmia va ser descoberta per les seves parelles.
Va casar-se amb Gianni Lancia (1924-2014). Viu als Alps Marítims.

## Filmografia
- 1956: Je plaide non coupable, d'Edmond T. Gréville
- 1957: Guendalina, d'Alberto Lattuada: Guendalina Redaelli
- 1958: Nata di marzo, d'Antonio Pietrangeli: Francesca
- 1959: Estate violenta, de Valerio Zurlini: Rosanna
- 1959: Faibles Femmes, de Michel Boisrond: Hélène Maroni
- 1959: Il Magistrato de Luigi Zampa: Carla Bonelli
- 1959: Tutti innamorati, de Giuseppe Orlandini: Allegra Barberio
- 1959: Ferdinando I. re di Napoli, de Gianni Franciolini: Cordelia
- 1961: I Soliti rapinatori a Milano, de Giulio Petroni: Anna Maria
- 1961: Mariti a congresso, de Luigi Filippo d'Amico:
- 1962: Arrivano I Titani, de Duccio Tessari: Antiope
- 1962: Freddy und das Lied der Südsee, de Werner Jacobs: Mara
- 1963: Sandokan, la tigre di Mompracem, d'Umberto Lenzi
- 1964: I Pirati della Malesia, d'Umberto Lenzi: Princesse Hada
- 1964: Il sesso degli angeli, de Pasquale Festa Campanile: Eugenia
- 1965: Le Stagioni del nostro amore, de Florestano Vancini: Elena
- 1967: Accident, de Joseph Losey: Anna
- 1968: Les Biches, de Claude Chabrol: Why

## Premis
- Premi Zulueta a la millor actriu al Festival Internacional de Cinema de Sant Sebastià 1958 per Nata di marzo.[1]